# Camilo Saldaña
Camilo Ignacio Saldaña Inostroza (Santiago del Cile, 13 luglio 1999) è un calciatore cileno naturalizzato palestinese, difensore dell'Unión San Felipe e della nazionale palestinese.

## Carriera

### Club
Ha giocato nella prima divisione cilena.

### Nazionale
Di origini palestinesi, dopo aver precedentemente giocato nella nazionale cilena Under-20, ha esordito con la nazionale del paese mediorientale il 6 settembre 2023, in occasione dell'amichevole persa per 2-1 contro l'Oman. Sempre nel 2023 viene poi convocato per la Coppa d'Asia.

## Statistiche

### Cronologia presenze e reti in nazionale
| Cronologia completa delle presenze e delle reti in nazionale ― Palestina | Cronologia completa delle presenze e delle reti in nazionale ― Palestina | Cronologia completa delle presenze e delle reti in nazionale ― Palestina | Cronologia completa delle presenze e delle reti in nazionale ― Palestina | Cronologia completa delle presenze e delle reti in nazionale ― Palestina | Cronologia completa delle presenze e delle reti in nazionale ― Palestina | Cronologia completa delle presenze e delle reti in nazionale ― Palestina | Cronologia completa delle presenze e delle reti in nazionale ― Palestina |
| Data                                                                     | Città                                                                    | In casa                                                                  | Risultato                                                                | Ospiti                                                                   | Competizione                                                             | Reti                                                                     | Note                                                                     |
| ------------------------------------------------------------------------ | ------------------------------------------------------------------------ | ------------------------------------------------------------------------ | ------------------------------------------------------------------------ | ------------------------------------------------------------------------ | ------------------------------------------------------------------------ | ------------------------------------------------------------------------ | ------------------------------------------------------------------------ |
| 6-9-2023                                                                 | Mascate                                                                  | Oman                                                                     | 2 – 1                                                                    | Palestina                                                                | Amichevole                                                               | -                                                                        | 63’                                                                      |
| 11-9-2023                                                                | Nam Dinh                                                                 | Vietnam                                                                  | 2 – 0                                                                    | Palestina                                                                | Amichevole                                                               | -                                                                        | 43’ 65’                                                                  |
| 16-11-2023                                                               | Sharjah                                                                  | Libano                                                                   | 0 – 0                                                                    | Palestina                                                                | Qual. Mondiali 2026                                                      | -                                                                        | 90+2’                                                                    |
| 21-11-2023                                                               | Al Kuwait                                                                | Palestina                                                                | 0 – 1                                                                    | Australia                                                                | Qual. Mondiali 2026                                                      | -                                                                        | 77’                                                                      |
| Totale                                                                   |                                                                          | Presenze                                                                 | 4                                                                        |                                                                          | Reti                                                                     | 0                                                                        |                                                                          |

## Palmarès

### Club

#### Competizioni nazionali
- Copa Chile: 1

Palestino: 2018